# 威爾·威考克斯
威爾·威考克斯（Will Wilcox）是美國的一位職業高爾夫球手。威考克斯出生在阿拉巴馬州伯明翰，他曾經是阿拉巴馬大學伯明罕分校和克萊頓州立大學高爾夫球隊的一員。2009年，他轉為職業球員。2011年開始，他參加Web.com巡迴賽的比賽。

## 外部連結
- 官方网站
- 威爾·威考克斯在PGA巡迴賽的官方網站
- 威爾·威考克斯在男子高爾夫世界排名的官方網站